# Cool with That
Cool with That ist ein Jazzalbum des Quartetts East Axis aus Matthew Shipp, Gerald Cleaver, Allen Lowe und Kevin Ray. Die am 9. August 2020 in den Park West Studios in Brooklyn entstandenen Aufnahmen erschienen am 25. Juni 2021 auf ESP-Disk.

## Hintergrund
Bereits 2009 hatte Matthew Shipp an Allen Lowes Album „Blues and the Empirical Truth“ mitgewirkt. 2015 legte der Pianist das Album „Plays the Music of Allan Lowe“ vor. Eine regelmäßige Zusammenarbeit als Quartett von Matthew Shipp mit Allen Lowe, Gerald Cleaver und Kevin Ray begann schließlich 2017,; gemeinsam traten sie gelegentlich in Quartettbesetzung auf, jedoch ohne zusammen aufzunehmen.
Bedingt durch die geringen Auftrittsmöglichkeiten in Folge der COVID-19-Pandemie im Raum New York ging das Quartett mit wenig Gelegenheit zur Vorbereitung in ein Studio in Brooklyn, um ein erstes gemeinsames Album an einem Tage einzuspielen. Matthew Shipp sagte dazu in den Liner Notes: „Ich bin immer auf der Suche nach neuen Situationen, um mich und die Sprache, mit der ich zu tun habe, zu erneuern – diese Gruppe hat es mir ermöglicht, mein Gehirn neu zu starten.“

## Titelliste
- East Axis: Cool With That (ESP-Disk)[3]

1. A Side 12:10
2. Oh Hell I Forgot About That 10:41
3. Social Distance 6:10
4. I’m Cool with That 7:35
5. One 28:29

## Rezeption
Nach Ansicht von Karl Ackermann, der das Album in All About Jazz rezensierte, passiert auf dem Album viel, vieles gleichzeitig. Diese ausgedehnten Improvisationen würden bewegliches Denken und fokussierte Aufmerksamkeit erfordern, damit die Musik nicht aus den Fugen gerät. Mit fast einer halben Stunde ist „One“ eine Expedition und eine Einführung in die spontane Interaktion. Zuweilen hektisch, leite Shipp die Musik nahtlos mit seiner Vorliebe, Zugänglichkeit und Freiheit zu vereinen. Seine Interaktionen mit Ray und Cleaver setzen ständig neue Ideen in Bewegung. East Axis sei in jeder Hinsicht ein beeindruckendes Quartett; sie umfassten ein oder zwei Universen von Erfahrung und Kreativität. Es sei eine würdige Ergänzung des beträchtlichen Katalogs der gefeierten Alben jedes Mitglieds.

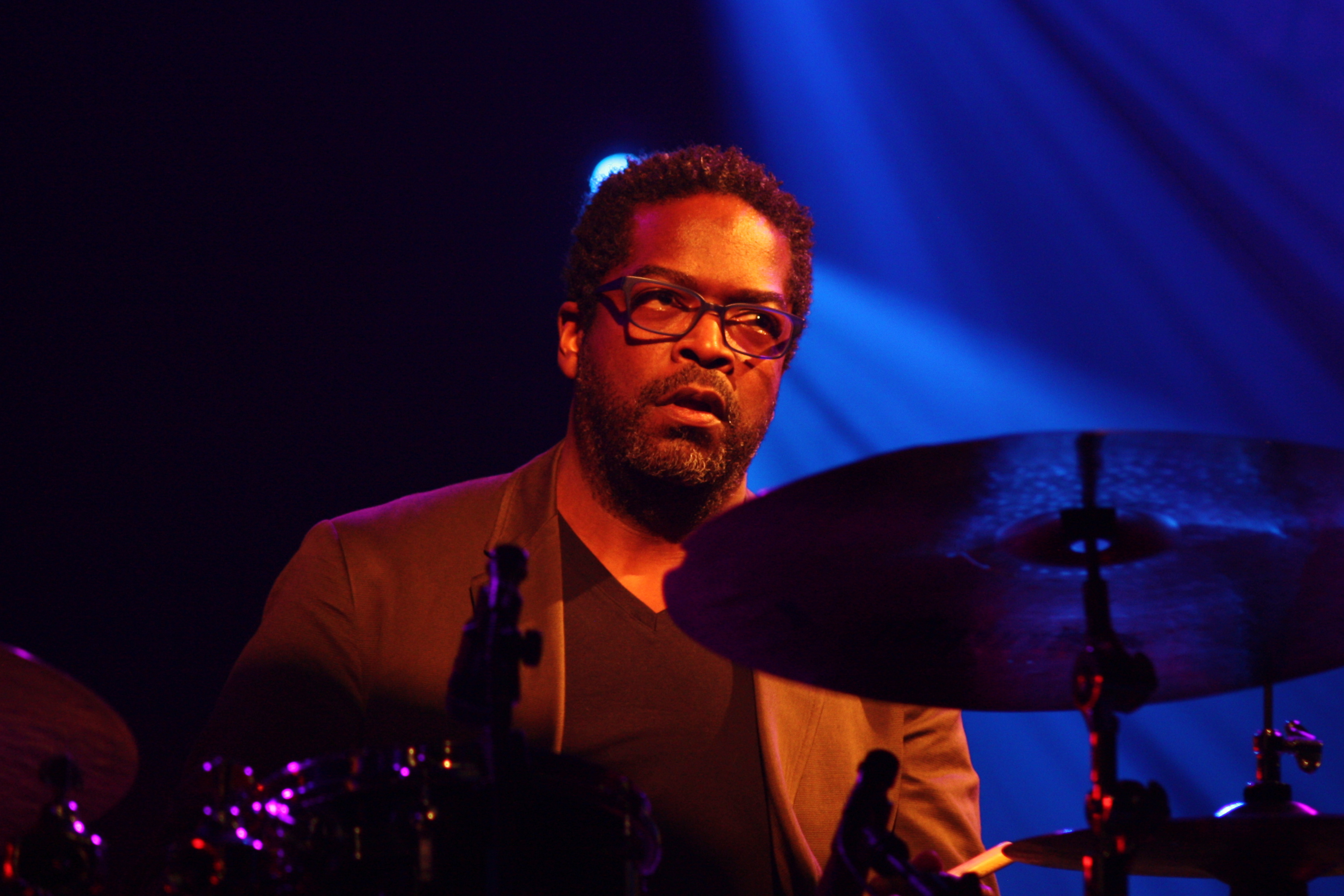
Gerald Cleaver Deutschen Jazzfestival 2013 mit dem Tomasz Stanko New York Quartet.

Bret Saunders (Denver Post) zählte das Album zu den besten Neuveröffentlichungen des Jahres 2021 und schrieb, Pianist Shipps Improvisationen im Quartett mit dem Saxophonisten Allen Lowe seien zutiefst ausdrucksstark und besinnlich. Sie schwebten anmutig, bis sie gelegentlich in Turbulenzen geraten, was ebenfalls lohnend sei.
Michael Toland schrieb in The Big Takeover, Matthew Shipp hätte mit Schlagzeuger Gerald Cleaver, Saxophonist Allen Lowe und Bassist Kevin Ray ein Traumteam für freie Improvisation gebildet. Opener „A Side“ beginne zwar mit üppigen Saxophonlinien von Lowe über Shipps introspektivem Akkordspiel, aber sobald die Rhythmusgruppe einsetze, würden die beiden Melodiker zwei unterschiedliche Harmonielinien zu einem dissonanten, aber seltsam angenehmen Ganzen verweben. Die Ballade „Social Distance“ setze dem Pegel auf „erforschen“, wobei die vier Spieler ihren eigenen Weg durch die schlichte Melodie fänden. Nur um zu beweisen, dass sie auch zu Traditionalismus fähig sei, spiele die Band „I’m Cool with That“, ein raffiniertes, bluesgetränkte Stück. East Axis sei eine Meisterklasse in spontaner Komposition von einer Gruppe, die genau wisse, wie man jeden Winkel der Musik zum Leuchten bringe.
„Angesichts der unzähligen Vorbilder für eine solche Besetzung muss jedes Quartett aus Holzblasinstrument, Klavier, Bass und Schlagzeug entweder sehr hart arbeiten oder sich dem Bewährten entziehen, um Eindruck zu hinterlassen“, schrieb Nic Jones im Jazz Journal. „Der musikalische Reiz liegt hier nicht zuletzt in der großen Erfahrung der vier Musiker.“